# Norbert Gołuński
Norbert Sylwester Gołuński Witold Krajewski vel Sylwester Jabłoński vel Mieczysław Niedźwiecki vel Zbigniew Raczyński pseud.: Bombram, Nord, Witold (ur. 22 września 1919 w Gdańsku, zm. 23 kwietnia 2000) – oficer Armii Krajowej, podporucznik marynarki czasu wojny Polskiej Marynarki Wojennej, kapitan żeglugi wielkiej, cichociemny. Znajomość języków: niemiecki. Zwykły Znak Spadochronowy nr 1720, Bojowy Znak Spadochronowy nr 1460.

## Życiorys
Polski Kaszub, syn sekretarza Sądu Wolnego Miasta Gdańska. Uczył się w szkole senackiej we Wrzeszczu, a następnie w Gimnazjum Polskim. W 1937 roku wstąpił do gimnazjalnej morskiej drużyny harcerskiej. W 1937 roku rozpoczął naukę w Państwowej Szkole Morskiej w Gdyni. W latach 1939–1941 pływał s/s „Robur VIII” na Morzu Północnym oraz w konwojach do Kanady i Nowego Jorku. Podjął roczne studia nawigacyjne na Uniwersytecie w Southampton.
Zgłosił się do służby w kraju. Przeszkolony ze specjalnością w wywiadzie morskim m.in. podczas „Oficerskiego Kursu Doskonalącego Administracji Wojskowej” (kryptonim polskiej szkoły wywiadu) w Glasgow, następnie na praktyce w Centrali Wywiadu Morskiego. Zaprzysiężony na rotę ZWZ/AK 22 kwietnia 1943 roku, przyjął pseudonim „Bombram”. Awansowany na stopień podporucznika marynarki czasu wojny, ze starszeństwem od 1 czerwca 1943 roku. 
Zrzucony do Polski w nocy 16/17 września 1943 roku w „Neon 2”, na placówkę odbiorczą „Wieszak” 105 (kryptonim polski, brytyjskie oznaczenie numerowe pinpoints), w okolicach miejscowości Mienia (14 km od Mińska Mazowieckiego). Razem z nim skoczyli: ppor. Otton Wiszniewski ps. Topola oraz kpt. mar. Bogusław Żurawski ps. Mistral.
Po aklimatyzacji do realiów okupacyjnych przydzielony do  Oddziału II Informacyjno-Wywiadowczego (wywiad) Komendy Głównej Armii Krajowej jako inspektor sieci wywiadowczych (d/s morskich) ekspozytury „Lombard” w Referacie „Zachód” Wydziału Wywiadu Ofensywnego „Stragan”.
Po wybuchu powstania warszawskiego w składzie komendy podobwodu Śródmieście Południe jako oficer kontrwywiadu i bezpieczeństwa. Po upadku powstania w niemieckiej niewoli, w obozach: Lamsdorf, Gros-Born. Uwolniony 2 maja 1945 roku, po wyzwoleniu Lubeki przez wojska angielskie. 10 maja został przerzucony do Anglii. Od 14 czerwca 1945 roku pracował jako młodszy oficer oddziałowy w Obozie Marynarki Wojennej w Okehampton, zwanym ORP „Bałtyk”.
Wrócił do Polski w lipcu 1947 roku i podjął pracę, będąc kapitanem żeglugi wielkiej, na statkach Polskich Linii Oceanicznych. W 1950 roku usunięto go z pracy w PLO. Na otwartym zebraniu partyjnym został nazwany angielskim szpiegiem, który wkradł się w kadry marynarskie. Po kilkuletniej przerwie powrócił do pływania w 1956 roku. W 1980 roku przeszedł na emeryturę. Należał do sopockiego koła Światowego Związku Żołnierzy Armii Krajowej. Był też aktywnym członkiem Kręgu Harcerzy Wolnego Miasta Gdańska.
Jego pogrzeb odbył się z ceremoniałem wojskowym w towarzystwie kombatanckich sztandarów 27 kwietnia 2000 roku na cmentarzu katolickim w Sopocie (kwatera B4-I-18).

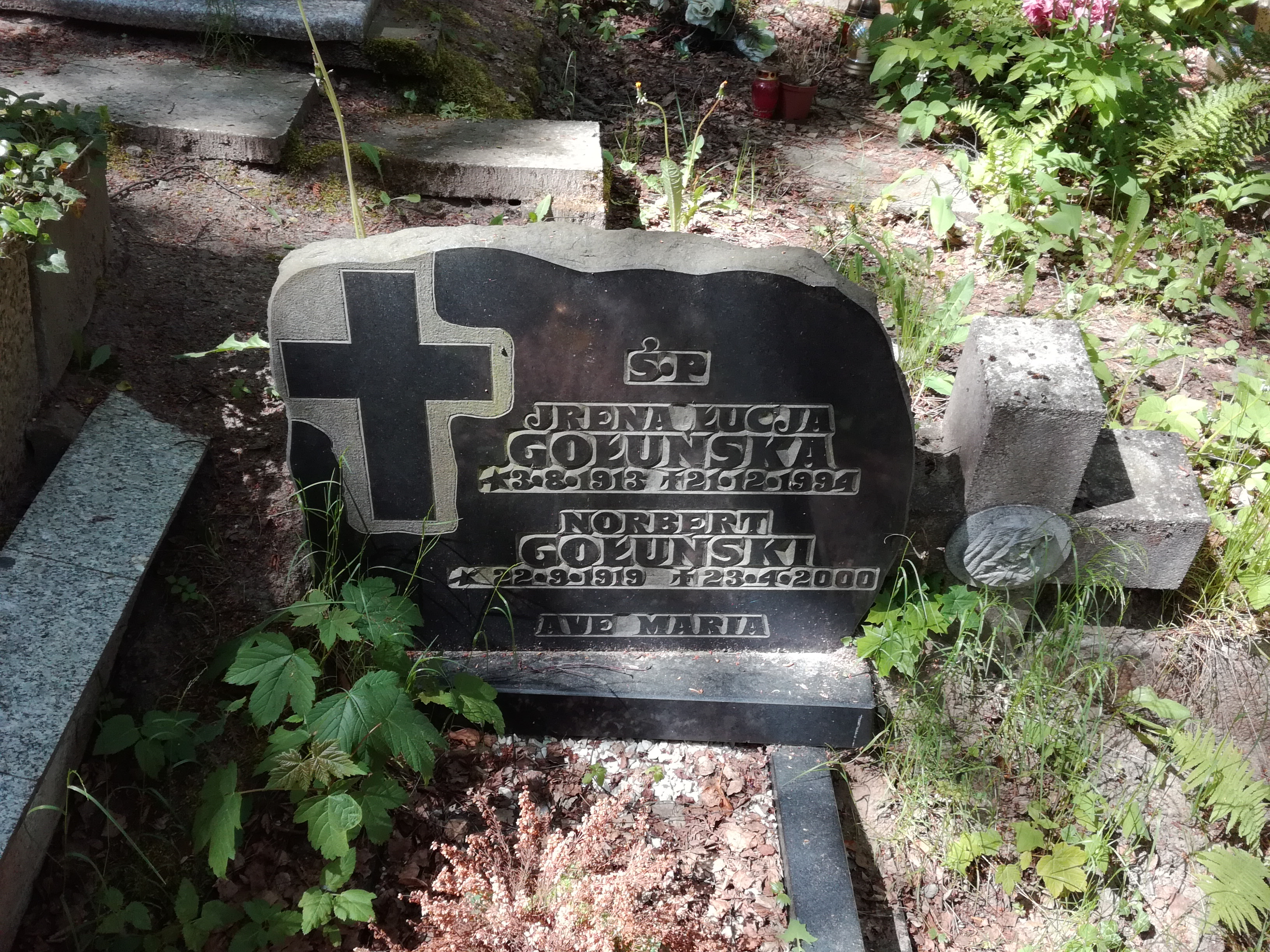
Grób Norberta Gołuńskiego na cmentarzu katolickim w Sopocie

## Odznaczenia
- Krzyż Srebrny Orderu Virtuti Militari – 1946 albo 1948 nr 13495
- Krzyż Walecznych – 15 sierpnia 1946
- Srebrny Krzyż Zasługi z Mieczami – 2 października 1944
- Krzyż „Za Zasługi dla ZHP” – Rozeta z Mieczami[7].

## Życie rodzinne
Norbert Gołuński był synem Sylwestra, sekretarza Sądu Wolnego Miasta Gdańska, i Łucji z domu Ceynowy. W 1947 roku ożenił się w Niemczech z Łucją Zych (ur. w 1915 roku), z którą miał syna Michała (ur. w 1948 roku).